# Watson (supercomputador)

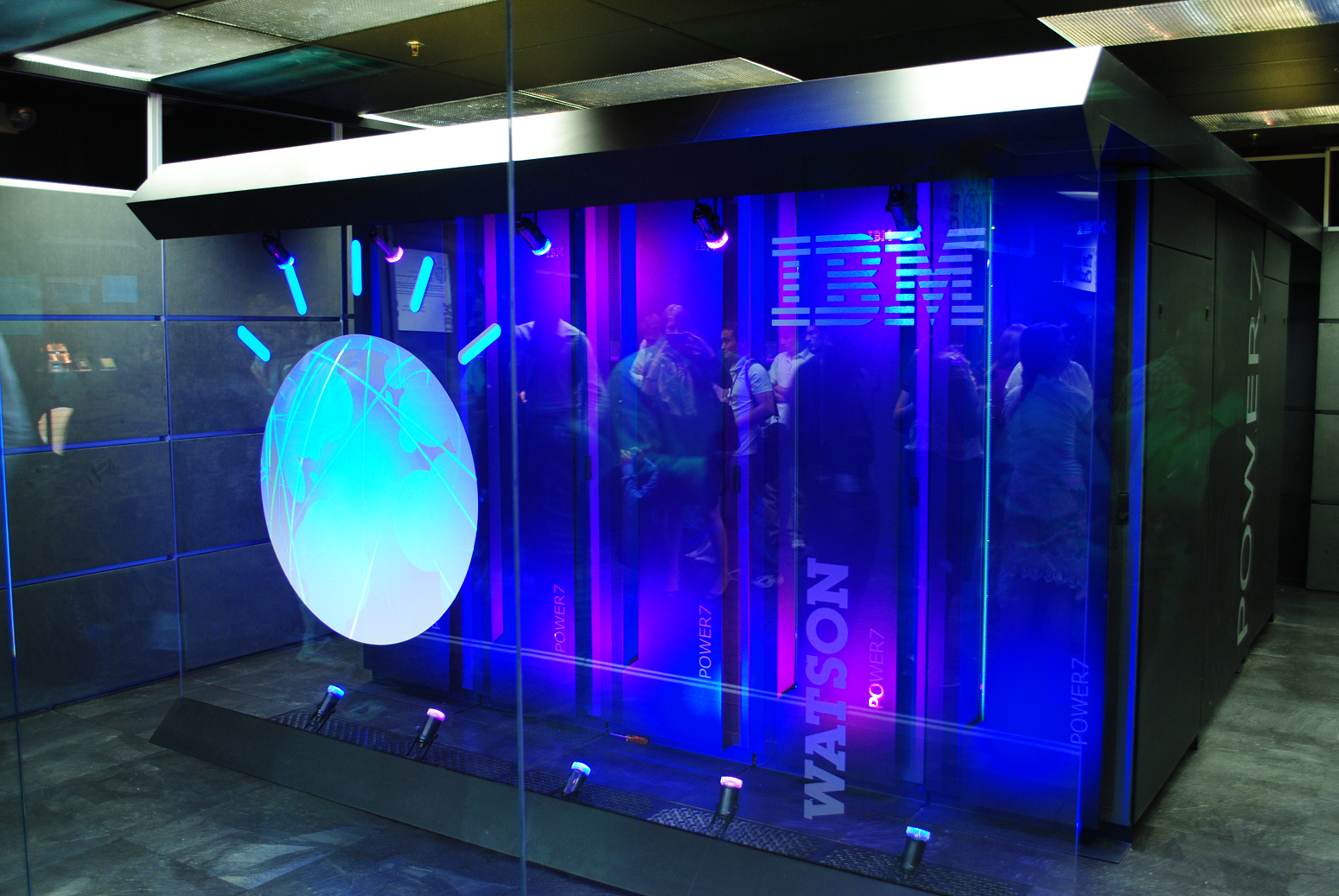
IBM Watson

Watson é a plataforma de serviços cognitivos da IBM para negócios. A cognição consiste no processo que a mente humana utiliza para adquirir conhecimento a partir de informações recebidas. Com o avanço da tecnologia, essa capacidade passa a ser integrada a sistemas que podem aprender em larga escala e ajudar a sociedade em uma série de finalidades, desde o atendimento a clientes até o combate a doenças graves, essa solução também é chamada de inteligência artificial.
O Watson foi criado pela IBM para auxiliar profissionais, desenvolvedores, startups e empresas a construírem sistemas cognitivos que possam melhorar processos, interações e ações. Só no Brasil, já existem cerca de 30 casos de uso públicos em áreas como Saúde, Educação, Bancos, Agricultura, Cultura, entre outras. Ele foi apresentado mundialmente em 2011, durante o programa americano de perguntas e respostas, Jeopardy!. Ele foi um dos participantes e desafiou dois grandes vencedores da história do quiz. Na época, a solução apenas conseguia ler textos e responder perguntas. Hoje, já possui diferentes serviços como reconhecimento e análise de vídeos e imagem; interação por voz; leitura de grandes volumes de textos; criação de assistentes virtuais; entre outros. Esse sistema da IBM está disponível em nuvem, portanto não se trata de um supercomputador, um robô ou um hardware de grandes proporções e sim uma plataforma.  
É um sistema para o processamento avançado, recuperação de informação, representação de conhecimento, raciocínio automatizado e tecnologias de aprendizado de máquinas.
De acordo com a IBM, "Mais de 100 técnicas diferentes são utilizadas para analisar a linguagem natural, identificar origem, localizar e gerar hipóteses, localizar e marcar evidências e juntar e rankear hipóteses."
Em Novembro de 2014 o presidente da IBM Portugal, António Raposo de Lima afirmou que o Watson, que é fluente em tratamento e validação de dados e de reconhecimento da linguagem natural, ainda irá ter a versão em português, o que fará com que a máquina se comunique com o pessoas que utilizam esta língua.

## Software
O Watson usa o software IBM DeepQA e o framework Apache UIMA (Unstructure Information Management Architeture). O sistema foi escrito em diversas linguagens de programação, incluindo Java, C++ e Prolog, e roda no sistema operacional SUSE Linux Enterprise Server 11 utilizando o framework Apache Hadoop  para a computação distribuida.

## Hardware
O sistema do Watson pretende otimizar a carga de trabalho que temos diariamente, nesse sentido, o computador integra processadores POWER7, criados com a tecnologia IBM's DeepQA, que é usada para gerar hipóteses, juntar evidencias e analisar dados. Em média, o Watson consegue processar 500 gigabytes, o equivalente a um milhão de livros por segundo.

## Data
As fontes de informação do Watson são enciclopédias, dicionários, artigos e trabalhos literários. Para além disso o Watson também usa bases de dados, ontologias e taxonomias. Como fonte de informação foi usado especialmente o DBPedia, o WordNet, e o Yago.

## Atuais e possíveis aplicações
1. Saúde - no suporte de decisões clinicas.[7]
2. Educação - parcerias estabelecidas com a Pearson Education, Blackboard, Sesame Workshop, e a Apple.[8][9]
3. Previsão meteorológica - em Agosto de 2016, a IBM assumiu que iria usar o Watson para a previsão da meteorologia.[10]
4. Marketing - O escaneamento de arquivos, com a finalidade de classifica-los como imagens, vídeos ou áudios, adicionando automaticamente "tags" pode salvar muito tempo para o profissional dessa área. Essa plataforma também possibilita o uso de anúncios personalizados para cada grupo de clientes. [11]
5. Segurança - O Watson tem a capacidade de reconhecimento visual, podendo visualizar um indivíduo através de câmeras, ajudando na segurança de empresas e lojas.[12]

## Watson na saúde
O Watson com sua tecnologia cognitiva vem ajudando pesquisadores no desenvolvimento de novos medicamentos. Antes de se ter um novo medicamento é necessário  uma análise de centenas ou milhares de artigos científicos, livros e patentes até que se encontrem possíveis caminhos para o estudo. Essa revisão bibliográfica, que geralmente leva semanas ou meses, já é executada pelo Watson em minutos. Além disso o Watson auxilia os cientistas a identificar rapidamente relações entre genes, proteínas e medicamentos.Para isso a IA utiliza a mineração de dados e textos de literaturas médicas. Dessa forma ela ajuda os pesquisadores na descoberta de novos tratamentos medicinais e de outros usos para medicamentos já existentes. Um exemplo da utilização do Watson nessa área é a parceria feita pela IBM e o tradicional centro de tratamento de câncer "Memorial Sloan Kettering" em Nova York, Estados Unidos, a qual têm como objetivo o desenvolvimento de tratamentos específicos para as necessidades de cada paciente, o que inclui a análise genética, algo capaz de revelar predisposição ao câncer, assim permitindo o tratamento preventivo. 

## Watson na educação
A capacidade cognitiva do Watson vem ajudando professores a compreenderem melhor seus alunos e isso pode aumentar as chances de sucesso dos estudantes além de reduzir o tempo de permanência dos mesmos nas instituições de ensino.O Watson esta mudando o meio de aprendizado a partir da personalização,ou seja,  As soluções cognitivas que compreendem, raciocinam e aprendem ajudam os educadores a obter percepções sobre os estilos de aprendizagem, preferências e aptidões de cada aluno.

## Watson na segurança
À medida que os ataques cibernéticos crescem em volume e complexidade, a inteligência artificial (IA) do Watson vem ajudando os analistas de operações e segurança a ficarem a frente das ameaças. Administrando a inteligência de ameaças a partir de milhões de artigos de pesquisa, blogs e notícias, Watson fornece  percepções  instantâneas para ajudá-los a combater milhares de alertas diários, reduzindo drasticamente os tempos de resposta. Watson é treinado através do consumo de bilhões de artefatos de dados de origens estruturadas e não estruturadas, como blogs e notícias. Através de técnicas de machine learning e deep learning, IA melhora seu conhecimento para compreender as ameaças e os riscos de segurança cibernéticos.Dessa forma é possível reduzir as práticas reativas e implementar políticas de pro atividade em defesa dos sistemas computacionais.

## Watson no marketing
Os profissionais de marketing enfrentam problemas como excesso de dados para analisar, expectativas crescentes dos clientes e falta de confiança nas marcas. O Watson Marketing é uma plataforma de marketing digital alimentado com Inteligencia artificial que é projetada em um ecossistema aberto para ajudar as equipes a trabalhar de maneira mais inteligente e oferecer as experiências que seus clientes esperam. Uma forma de o Watson proporcionar essa ajuda é a partir do uso de Big data que reuni dados dos clientes para dar um atendimento mais personalizado e melhor para cada cliente, além disso o Watson também  ajuda na questão do atendimento 24 horas que é feito pela inteligencia artificial sem a necessidade de uma pessoa para essa função.